# Đoàn Phong
Đoàn Phong (chữ Hán giản thể: 团风县, Hán Việt: Đoàn Phong huyện) là một huyện thuộc địa cấp thị Hoàng Cương, tỉnh Hồ Bắc, Cộng hòa Nhân dân Trung Hoa. Huyện này có diện tích 805,6 km2, dân số năm 2004 là 380.000 người. Huyện này có các đơn vị hành chính gồm 8 trấn (Đoàn Phong, Phương Cao Bình, Lâm Sơn, Hồi Long Sơn, Mã Tào Điếm, Thượng Ba Hà, Tổng Lộ Trớ, Đản Điếm) và 2 hương Hòa Cổ Điếm, Đỗ Bì.